# Fortschwihr
Fortschwihr je občina v departmaju Haut-Rhin francoske regije Alzacija.
Leta 2010 je v občini živelo 1.224 oseb oz. 256 oseb/km².